# Publicidad en el lugar de venta

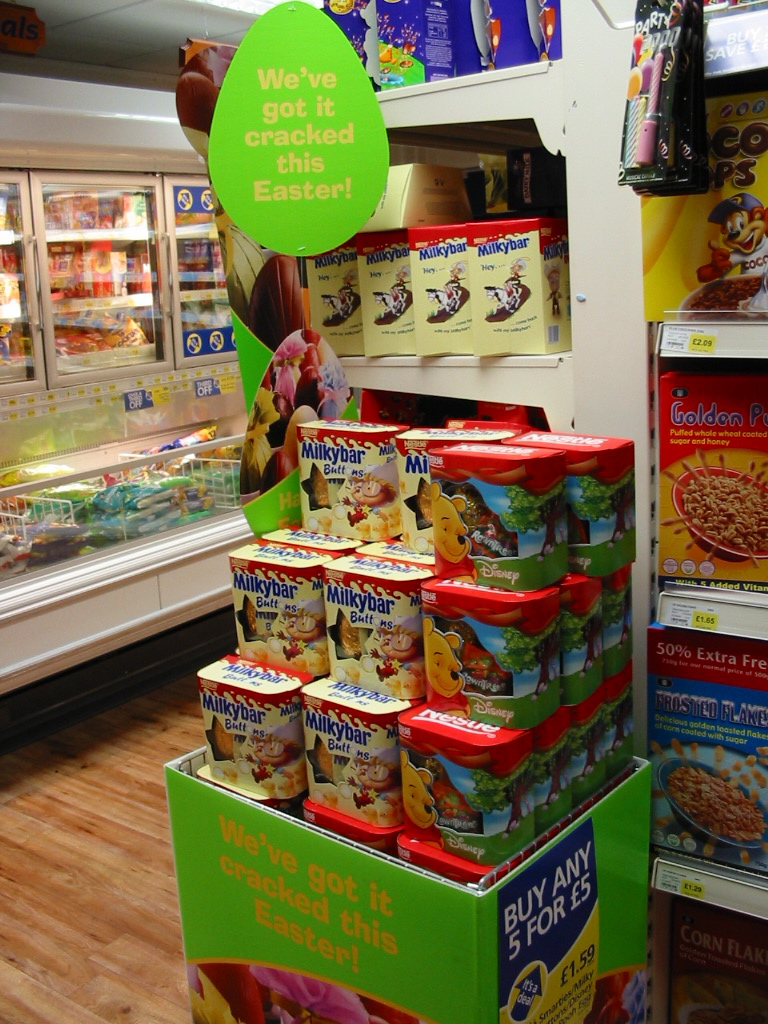
Expositor con huevos de Pascua.

La publicidad en el lugar de venta es cualquier forma de publicidad en un establecimiento comercial destinada a inducir al consumidor a la compra de un producto.  Hace para ello uso de expositores, carteles, displays, pantallas digitales, regalos y otros elementos que sean portadores de un mensaje promocional y que estén colocados en un sitio concreto de dicho establecimiento, o en sus inmediaciones.
Denominada también publicidad en el punto de venta (del inglés point of sale y abreviado POS), o en el punto de adquisición (del inglés point of purchase y abreviado POP), la publicidad en el lugar de venta es una de las principales herramientas del merchandising (marketing en el lugar de venta).

## Características principales
Su principal objetivo es favorecer la venta de los productos publicitados por una empresa, llamando la atención del cliente que se encuentra dentro del establecimiento comercial y, fundamentalmente, apelar a una decisión impulsiva de compra. Los elementos de publicidad en el punto de venta, conocidos a veces como materiales POP (de point of purchase), se encuentran en todo tipo de establecimientos, desde el comercio especializado (perfumería, relojería, boutique, farmacia, etc.) hasta comercio en régimen de autoservicio como supermercados, hipermercados, grandes superficies especializadas (juguetes, bricolaje, muebles, etc.), grandes almacenes y tiendas de conveniencia.

### Utilidad
Este tipo de publicidad se utiliza principalmente para dos funciones:
- Cuando una empresa fabricante está haciendo su aparición en el mercado, desea hacerse conocida rápidamente y no posee los suficientes recursos para promocionarse en radio y televisión.
- Cuando una empresa ya es reconocida y se encuentra posicionada en el mercado, pero el material POP se entrega para fidelizar al cliente y que se sienta más comprometido con el producto.

## Ventajas
Algunas de las ventajas que tiene el material POP son:
- Aumenta la imagen del producto.
- Aumenta la cantidad de ventas.
- Requiere menores gastos en publicidad.

### Para los vendedores
La mayor ventaja que ofrece el POP a los vendedores es que pueden contar con mejores materiales, dispositivos más completos y exhibidores más atractivos en las tiendas, que ellos mismos pueden diseñar. Ya que la empresa fabricante del producto produce los materiales en amplias cantidades, estos son ofrecidos a los vendedores a muy bajo coste. Además, un buen material POP ayuda a introducir el mensaje promocional en el punto de venta para ayudar a que ésta se efectúe. Por último, este material contribuye a reforzar las ventas por impulso.

### Para los productores
Para la mayoría de las empresas, los materiales POP son el lazo más vital en la cadena de venta. Ya que la publicidad para la mayoría de los productos está limitada por el alto coste de los medios, los mensajes promocionales deben ser reforzados en las tiendas. El material POP ofrece este lazo de unión. Así, una campaña publicitaria que el consumidor haya visto u oído es expuesta de nuevo, justo en el punto de venta. El material POP es el último mensaje que el consumidor usualmente recibe antes de la compra, por lo que sus decisiones pueden ser cambiadas justo ahí. Finalmente, la publicidad en el punto de venta es en la mayoría de los casos el medio publicitario menos costoso para el anunciante.

## Tipos de publicidad en el lugar de venta

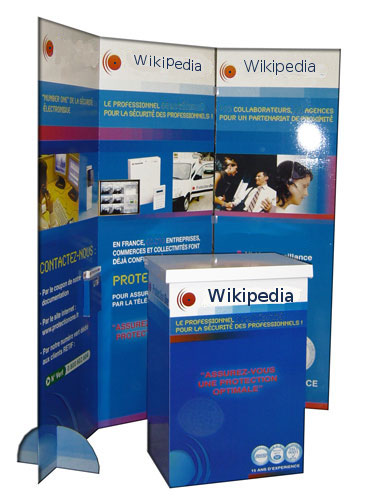
Expositor de suelo y mostrador.

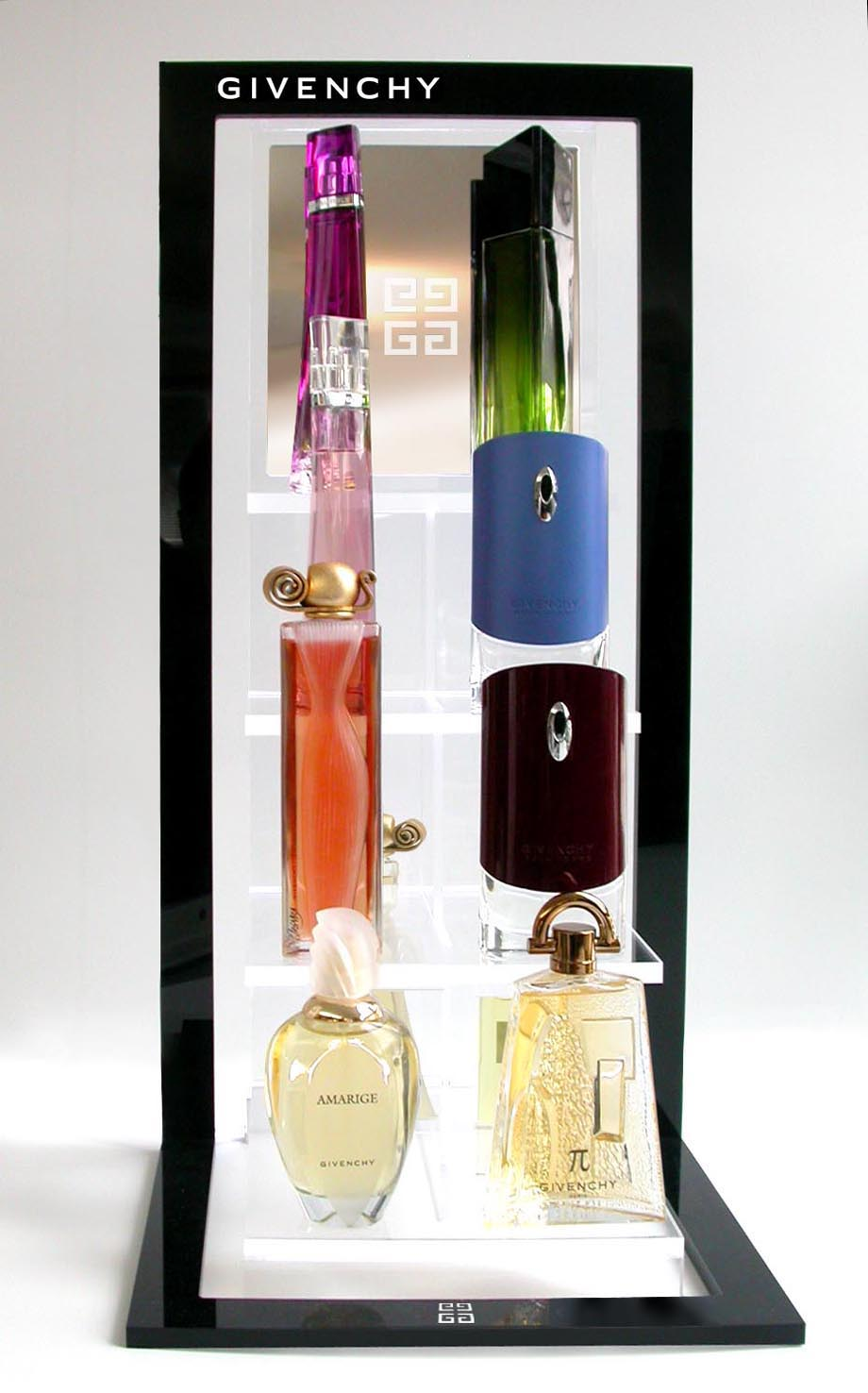
Expositor con frascos.

Algunos elementos que engloba la publicidad en el lugar de venta son estands, expositores de mostrador o de suelo, tenderetes, cajas expositoras, displays, portafolletos, rótulos luminosos, banderolas, etiquetas adhesivas, etc. Los materiales utilizados para su fabricación son muy variados: metal, cartón, papel, plástico, luces de neón, etc. Un clásico ejemplo de POS son los muebles o soportes ubicados al lado de las cajas registradoras de los supermercados, donde se colocan artículos pequeños y a bajo precio; mientras el cliente espera a ser atendido, pasa la mirada por el mueble, recuerda un artículo de último momento y lo añade a su compra. La adaptación de la publicidad en el lugar de venta al formato digital, con señalización específica, es conocida como narrowcasting.

### Elementos habituales
- Expositor de mostrador: es un pequeño mueble adaptado especialmente para contener y ofrecer artículos de compra impulsiva. Puede ser de un solo uso o permanente. Suele proporcionarlos el fabricante e incorporan su publicidad (Chupa Chups, las especias, los huevos Kinder...). Con frecuencia, contienen un envase de prueba para examinar o contrastar los atributos del artículo expuesto.
- Expositor de suelo: es un expositor de gran tamaño y duración limitada, generalmente de cartón, que presenta ofertas o acciones de corta duración. Se coloca directamente sobre el suelo del punto de venta o algunas veces en el escaparate.
- Caja expositora: es un embalaje que, abierto de forma determinada, se coloca en una estantería de la góndola y se convierte en un expositor del fabricante, de un solo uso.
- Expositor enrollable: es un expositor con una base que incluye un sistema de tensión, sujeto en la parte superior con un perfil mediante adhesivo o pinza de presión y anclado en una barra vertical que muestra una gráfica impresa. Sistema portátil de fácil instalación para campañas publicitarias fijas o móviles.
- Expositor en forma de X: es un expositor en forma de X con sistema de fijación con ollados en las esquinas que muestra una gráfica impresa. También es un sistema portátil de fácil instalación para campañas publicitarias fijas o móviles.